# 河道遷移
河道遷移或河流改道（英語：river channel migration）是指沖積河道在氾濫平原橫向遷移的現象。這個過程主要是由河岸侵蝕和岸坝沉積共同造成的。一般在曲流河。或辮狀河中常見。
當水流進入沖積河流的彎道時，因離心力引起了螺旋流（英語：helicoidal flow），螺旋流在一邊的河岸侵蝕堤岸，被侵蝕的沉積物在對面河岸沉積，造成岸坝.